# N-ethyl-N-nitroso-ureum
 N-ethyl-N-nitroso-ureum of ENU is een sterk mutagene organische verbinding met als brutoformule C3H7N3O2. De zuivere stof komt voor als een geelroze kristallijne vaste stof, die goed oplosbaar is in water.
Bij muizen veroorzaakt ze 1 mutatie per gen en per 700 gameten.
N-ethyl-N-nitroso-ureum is een alkylerende verbinding die een ethylgroep overdraagt op nucleobasen (voornamelijk thymine) in nucleïnezuren.